# Jerzy Żatkowycz
Jerzy Żatkowycz (1886–1967) – pierwszy gubernator Rusi Zakarpackiej.

## Życiorys
W 1891 r. wraz z rodzicami wyemigrował do Stanów Zjednoczonych, gdzie uczył się i pracował, ukończył prawo, a następnie obronił doktorat na uniwersytecie w Filadelfii. Po studiach rozpoczął pracę dla firmy General Motors. W 1918 r. zaangażował się w działalność Środkowoeuropejskiej Unii Demokratycznej w Filadelfii. Dzięki temu nawiązał kontakty z przedstawicielami stronnictw czeskich i słowackich. Został zwolennikiem przyłączenia Rusi Zakarpackiej do państwa czechosłowackiego, był też liderem proczechosłowackiego ruchu wśród Rusinów w USA i Europie. Dzięki niemu karpatorusińscy emigranci poparli idee stworzenia autonomicznego regionu w nowo utworzonym państwie czechosłowackim. W latach 1920–1921 został pierwszym gubernatorem Rusi Zakarpackiej. Opowiadał się za szybkim wprowadzeniem przyobiecanej autonomii. Wobec polityki rządu w Pradze zwlekającej z przyznaniem autonomii złożył dymisję i powrócił do USA. Tam w latach 1941–1943 wydawał czasopismo „The Carpathian”. Po II wojnie światowej był przeciwnikiem przyłączenia Rusi Zakarpackiej do ZSRR.